# Протокадгерины
Протокадгерины ( Pcdhs ) являются крупнейшей подгруппой кадгеринов-- надсемейства  гомофильных белков клеточной адгезии. Были обнаружены группой Синтаро Судзуки. Фрагменты ПЦР (англ. PCR), соответствующие протокадгеринам, были обнаружены как у позвоночных, так и беспозвоночных. Эта распространенность у широкого круга видов предполагает, что фрагменты были частью древнего кадгерина и поэтому были названы «протокадгеринами». Из примерно 70 генов Pcdh, идентифицированных в геномах млекопитающих, более 50 расположены в тесно связанных генных кластерах на одной и той же хромосоме. До недавнего времени предполагалось, что такая организация может быть обнаружена только у позвоночных, однако при изучении генома калифорнийских двупятнистых осьминогов, обнаружилось неожиданное обилие генов группы протокадгеринов.

## Классификация
У млекопитающих определены два типа генов Pcdh: некластеризованные Pcdh, распределенные по всему геному; и сгруппированные Pcdhs, организованные в три кластера генов, обозначенных α, β, γ, которые в геноме мыши включают 14, 22 и 22, соответственно, больших вариабельных экзонов, расположенных тандемно. Каждый экзон транскрибируется со своего промотора-хозяина и кодирует: весь внеклеточный домен, трансмембранный домен и короткий и вариабельный внутриклеточный домен соответствующего белка Pcdh, который отличается от внутриклеточного домена кадгерина отсутствием прикрепления к цитоскелету через катенин .
Более того, эти сгруппированные гены Pcdh преимущественно проявляются в развивающейся нервной системе  и, поскольку различные субнаборы генов Pcdhs по-разному проявляются в отдельных нейронах, в результате этой комбинаторной экспрессии может возникать огромное разнообразие клеточной поверхности. Это привело к предположениям, а затем и к теории о том, что Pcdhs могут предоставлять синаптический адресный код для соединения нейронов, или одноклеточный штрих-код аналогичный тому, который приписывается белкам DSCAM беспозвоночных. Хотя DSCAM позвоночных не обладают таким разнообразием, как их аналоги беспозвоночных, селективная транскрипция отдельных изоформ Pcdh может быть достигнута путём выбора промотора с последующим альтернативным цис-сплайсингом пре-мРНК, что увеличивает количество возможных комбинаций.

## Функции

### Гомофильные взаимодействия и внутриклеточная передача сигналов
Сгруппированные белки Pcdhs обнаруживаются по всей соме нейронов, дендритам и аксонам и наблюдаются в синапсах и конусах роста. Подобно классическим кадгеринам, члены семейства Pcdhs, как было показано, также опосредуют межклеточную адгезию в клеточных анализах и большинство из них участвуют в гомофильных транс-взаимодействиях. Schreiner и Weiner показали, что белки Pcdha и γ могут образовывать мультимерные комплексы. Если бы все три класса Pcdhs могли участвовать в мультимеризации стохастически экспрессируемых изоформ Pcdhs, тогда нейроны могли бы продуцировать большое количество различных гомофильных взаимодействующих единиц, значительно увеличивая разнообразие клеточной поверхности больше, чем то, которое обеспечивается только стохастической экспрессией генов.
Что касается цитоплазматического домена, то все три класса кластеризованных белков Pcdhs различны, хотя они строго консервативны в эволюции позвоночных, указывая на консервативную клеточную функцию. Это подтверждается большим количеством других взаимодействующих белков, включая фосфатазы, киназы, молекулы адгезии и синаптические белки. Цитоплазматический домен также обеспечивает внутриклеточное удержание, свойство, которое отличает сгруппированные протокадгерины от родственных классических кадгеринов. Кроме того, было показано, что Pcdhs протеолитически процессируются комплексом γ-секретазы,, который высвобождает в цитоплазму растворимые внутриклеточные фрагменты, которые могут иметь широкий спектр функций, действующих локально в цитоплазме и/или даже регулирующих гены. Экспрессия аналогична другим белкам клеточной поверхности, таким как Notch и N-кадгерин. Поскольку эти молекулы участвуют во многих процессах развития, таких как направление аксонов и разветвление дендритов, мутации в генах Pcdhs и их экспрессия могут играть роль в синдроме Дауна, Ретта, а также в синдроме ломкой Х-хромосомы, шизофрении и нейродегенеративных заболеваниях.
Цитоплазматический домен Pcdh-альфа можно разделить на два специфических типа. Оба они усиливают гомофильные взаимодействия. Они связаны с нейрофилламентом[уточнить] М и фасцином соответственно.